# Watertoren (Dendermonde Leopold II laan)
De watertoren op het terreplein van Bastion V aan de Leopold II-laan in Dendermonde werd in 1924 gebouwd in opdracht van een Brusselse watermaatschappij. De officiële toestemming voor de bouw werd pas in 1927 gegeven door de toenmalige militaire overheidsinstantie.

## Beschrijving
De watertoren van het paddenstoeltype is opgetrokken uit gewapend beton, rust op een piramidale voet en bevat een sterk uitkragend reservoir, ruim breder dan de voet. De intzekuip van 500 m³ is eveneens in beton uitgevoerd. De conische schacht bevat halfronde ribben en enkele trapvensters. Het geheel wordt bekroond door een omlopende balustrade. Binnenin de schacht bevindt zich een wenteltrap. De toren verkreeg in 2003 de status van beschermd monument.
De herdenkingsplaat vertoont twee leeuwen met wapenschilden. Het opschrift luidt:
HET ZUIVER BRONWATER IS
 NAAR DENDERMONDE GELEID IN DE JARE
 1924-1925
 ONDER HET BESTUUR VAN
 ALB. VAN STAPPEN BURGEMEESTER
 (…) VERMEERSCH
 DR. EM. VAN WINCKEL
 EDM. MAEFEL
 DR. J. VERBELEN
 D. GROOTJANS STADSSECRETARIS
 FERN. DE RUDDERE STADSBOUWMEESTER.

Aalst (Hertshage) ·
Aalst (Watertorenstraat) ·
Aalter ·
Assenede ·
Baasrode ·
Beveren-Waas ·
Brakel ·
Denderleeuw (Guido Gezellestraat) ·
Denderleeuw (Steenweg op Ninove) ·
Dendermonde (Leopold II laan) ·
Dendermonde (Broekstraat) ·
Dendermonde (Lomeersstraat) ·
Eeklo (Peperstraat) ·
Eeklo (Ringlaan) ·
Erpe (Bossestraat) ·
Gent (Alfons Braeckmanlaan) ·
Gent (John F. Kennedylaan, 1965) ·
Gent (John F. Kennedylaan, 1966) ·
Gent (John F. Kennedylaan, 1974) ·
Gent (Kattenberg, 1881) ·
Gent (Kattenberg, 1977) ·
Gent (Maïsstraat) ·
Gent (Nieuwevaart) ·
Gent (Scheeplosserstraat) ·
Gent (Klein Rusland) ·
Gent (Suikerkaai) ·
Gentbrugge (Gontrodestraat) ·
Watertoren (Gentbrugge J. de Saint-Genoisstraat) ·
Gentbrugge (Watertorenstraat) ·
Grembergen (Lomeersstraat) ·
Grembergen (Zeelsebaan) ·
Hamme ·
Heldergem ·
Heusden ·
Laarne ·
Lebbeke ·
Lokeren (Koning Boudewijnlaan) ·
Lokeren (Waterstraat) ·
(Maldegem (Lindestraat) ·
(Maldegem (Krommewege) ·
Meerdonk ·
Melle (Brusselsesteenweg) ·
Melle (Geraardsbergsesteenweg) ·
Melle (Zwaantjesstraat) ·
Merelbeke ·
Moerbeke ·
Nieuwkerken-Waas (Grote Baan) ·
Ninove ·
Oudenaarde (Jozef Braetsstraat) ·
Oudenaarde (Spoorweg) ·
Petegem-aan-de-Leie ·
Sint-Gillis ·
Sint-Jan-in-Eremo ·
Sint-Laureins ·
Sint-Lievens-Esse ·
Sint-Lievens-Houtem ·
Sint-Niklaas (Schoolstraat) ·
Sleidinge ·
Stekene ·
Temse (Smesstraat) ·
Temse (Schoenstraat) ·
Wachtebeke ·
Wetteren (Kapellestraat) ·
Wetteren (Massemsesteenweg) ·
Wondelgem (Wiedauwkaai) ·
Wondelgem (Wondelgemkaai) ·
Zelzate ·
Zwijnaarde (Ebergiste De Deynestraat) ·
Zwijnaarde (Klaartestraat)